# 四元りな
四元 りな（よつもと りな、1991年9月10日 - ）は、日本の女優。鹿児島県霧島市生まれ。
フリーの役者として活動している。（業務提携先：サン・オフィス　コイデオフィス　アール・クルー）

## 出演

### 映画
- 「ゆずの葉ゆれて」
- 「東雲コントラスト」
- 「ロッホ・ローモンド」
- 「花子の日記」

### テレビ
- TOKYO MX「キャワコレTV」
- CX「郷土愛バラエティー わが県はいったい何県！？SP」
- TOKYO MX ドラマ「＃(ハッシュタグ)」第1話
- KTS「かごnew」 リポーター

### CM
- メルディアグループ(三栄建築設計)「戦う社員篇」

### ネット配信
- 「ブリンカム」
- 勉強用アプリ「大学受験応援ムービー」
- 株式会社リンクバル「婚活フリーパス」
- スマホアプリコンテンツmysta(マイスタ)「袋とじ動画/振り返り編」
- 短編映像作品「狐憑き〜大府民話きつねに化かされた旅人〜」

### 舞台
- 文学座リーディング公演「恋の骨折り損」
- 高校生ミュージカル「ヒメとヒコ～ある王の物語〜」
- 文化芸術による子供の育成事業　学校巡回公演「これがHIP HOPダンス」司会
- 「わが町」
- 「女の一生」
- 「アルジャーノンに花束を」
- 「美しきものの伝説」
- 「三人姉妹」